# Asian Cup (Tischtennis)
Der ITTF-ATTU Asian Cup ist ein jährlich ausgetragener Tischtenniswettbewerb der International Table Tennis Federation (ITTF) und der Asian Table Tennis Union (ATTU). Das Turnier fand erstmals 1983 statt. Die Veranstaltung umfasst nur den Einzelwettbewerb für Männer und Frauen, wobei sich 16 Spieler für die Teilnahme qualifizieren. Zeitweise wurden auch Mannschaftswettbewerbe ausgetragen. Maximal zwei Spieler pro Verband sind zugelassen. 
Seit 2013 dient der Asian Cup als Qualifikation für die Weltmeisterschaft.

## Ergebnisse

### Herren-Einzel
| Jahr            | Ort                                       | Gold                                      | Silber                                    | Bronze                                    |
| --------------- | ----------------------------------------- | ----------------------------------------- | ----------------------------------------- | ----------------------------------------- |
| 1983            | Wuxi                                      | Cai Zhenhua                               | Jiang Jialiang                            | Xie Saike                                 |
| 1984            | Neu-Delhi                                 | Hui Jun                                   | Cai Zhenhua                               | Xie Saike                                 |
| 1985            | Singapur                                  | Chen Longcan                              | Jiang Jialiang                            | Teng Yi                                   |
| 1986            | Karatschi                                 | Wei Qingguang                             | Fan Changmao                              | Kim Song-hui                              |
| 1987            | Seoul                                     | Teng Yi                                   | Chen Longcan                              | Kim Ki-taik                               |
| 1988            | Manila                                    | Wei Qingguang                             | Chen Longcan                              | Kim Taek-soo                              |
| 1989            | Peking                                    | Kiyoshi Saitō                             | Ma Wenge                                  | Chen Longcan                              |
| 1991 (Mai)      | Dhaka                                     | Wang Yonggang                             | Lee Chul-seung                            | Kim Guk-chol                              |
| 1991 (November) | Manila                                    | Kim Guk-chol                              | Kim Song-hui                              | Lee Chul-seung                            |
| 1992            | Hongkong                                  | Ma Wenge                                  | Lee Sang-joon                             | Lo Chuen Tsung                            |
| 1993            | Shunde                                    | Li Gun-sang                               | Wang Tao                                  | Liu Guoliang                              |
| 1994            | Shanghai                                  | Lin Zhigang                               | Xiong Ke                                  | Yoo Nam-kyu                               |
| 1996            | Neu-Delhi                                 | Ma Lin                                    | Wang Liqin                                | Shinnosuke Kiho                           |
| 1997            | Pune                                      | Guo Keli                                  | Chetan Baboor                             | Lin Zhigang                               |
| 2000            | Mumbai                                    | Chen Tianyuan                             | Hao Shuai                                 | Chetan Baboor                             |
| 2000            | Mumbai                                    | Chen Tianyuan                             | Hao Shuai                                 | Leung Chu Yan                             |
| 2003            | Teheran                                   | Ye Ruoting                                | Jong Kwan-hoyk                            | Zhang Yang                                |
| 2004            | Māhschahr                                 | Cheung Yuk                                | Xu Hui                                    | Hou Yingchao                              |
| 2005            | Neu-Delhi                                 | Wang Hao                                  | Hao Shuai                                 | Li Ching                                  |
| 2005            | Neu-Delhi                                 | Wang Hao                                  | Hao Shuai                                 | Yang Zi                                   |
| 2006            | Kōbe                                      | Wang Hao                                  | Chen Qi                                   | Chiang Peng-lung                          |
| 2007            | Hanoi                                     | Gao Ning                                  | Kim Jung-hoon                             | Jun Mizutani                              |
| 2008            | Sapporo                                   | Ma Long                                   | Chen Qi                                   | Gao Ning                                  |
| 2009            | Hangzhou                                  | Ma Long                                   | Wang Hao                                  | Zhang Jike                                |
| 2010            | Guangzhou                                 | Zhang Jike                                | Gao Ning                                  | Xu Xin                                    |
| 2011            | Changsha                                  | Ma Long                                   | Xu Xin                                    | Kaii Yoshida                              |
| 2012            | Guangzhou                                 | Xu Xin                                    | Maharu Yoshimura                          | Jiang Tianyi                              |
| 2013            | Hongkong                                  | Xu Xin                                    | Yan An                                    | Chuang Chih-Yuan                          |
| 2014            | Wuhan                                     | Ma Long                                   | Fan Zhendong                              | Jun Mizutani                              |
| 2015            | Jaipur                                    | Xu Xin                                    | Fan Zhendong                              | Jun Mizutani                              |
| 2016            | Dubai                                     | Xu Xin                                    | Zhang Jike                                | Wong Chun Ting                            |
| 2017            | Ahmedabad                                 | Lin Gaoyuan                               | Fan Zhendong                              | Lee Sang-su                               |
| 2018            | Yokohama                                  | Fan Zhendong                              | Lin Gaoyuan                               | Lee Sang-su                               |
| 2019            | Yokohama                                  | Fan Zhendong                              | Ma Long                                   | Kōki Niwa                                 |
| 2020            | Turnier wegen COVID-19-Pandemie abgesagt. | Turnier wegen COVID-19-Pandemie abgesagt. | Turnier wegen COVID-19-Pandemie abgesagt. | Turnier wegen COVID-19-Pandemie abgesagt. |
| 2022            | Bangkok                                   | Tomokazu Harimoto                         | Lim Jong-hoon                             | Chuang Chih-Yuan                          |
| 2025            | Shenzhen                                  | Wang Chuqin                               | Liang Jingkun                             | Lin Shidong                               |

### Damen-Einzel
| Jahr            | Ort                                       | Gold                                      | Silber                                    | Bronze                                    |
| --------------- | ----------------------------------------- | ----------------------------------------- | ----------------------------------------- | ----------------------------------------- |
| 1983            | Wuxi                                      | Cao Yanhua                                | Tong Ling                                 | Jiao Zhimin                               |
| 1984            | Neu-Delhi                                 | Tong Ling                                 | Ni Xialian                                | Lee Mi-woo                                |
| 1985            | Singapur                                  | Jiao Zhimin                               | Ni Xialian                                | Cho Jong-hui                              |
| 1986            | Karatschi                                 | Hu Xiaoxin                                | Zhu Juan                                  | Cho Jong-hui                              |
| 1987            | Seoul                                     | Jiao Zhimin                               | Li Huifen                                 | Hyun Jung-hwa                             |
| 1988            | Manila                                    | Deng Yaping                               | Li Huifen                                 | Chai Po Wa                                |
| 1989            | Peking                                    | Yu Sun-bok                                | Qiao Hong                                 | Chai Po Wa                                |
| 1991 (Mai)      | Dhaka                                     | Lee Jong-suk                              | Fan Jianxin                               | Zhang Qin                                 |
| 1991 (November) | Manila                                    | Liu Wei                                   | Deng Yaping                               | Chai Po Wa                                |
| 1992            | Hongkong                                  | Deng Yaping                               | Guo Jun                                   | Chan Tan Lui                              |
| 1993            | Shunde                                    | Liu Wei                                   | Qiao Hong                                 | Ri Pun-hui                                |
| 1994            | Shanghai                                  | Qiao Hong                                 | Kim Moo-kyo                               | Jing Jun Hong                             |
| 1996            | Neu-Delhi                                 | Wu Na                                     | Li Ju                                     | Chai Po Wa                                |
| 1997            | Pune                                      | Wang Chen                                 | Kim Boon-sik                              | Miyoko Takahashi                          |
| 2000            | Mumbai                                    | Tang Yuan                                 | Guo Yue                                   | Lau Sui Fei                               |
| 2000            | Mumbai                                    | Tang Yuan                                 | Guo Yue                                   | Zhang Xueling                             |
| 2003            | Kitakyūshū                                | Fan Ying                                  | Jiang Huajun                              | Tie Yana                                  |
| 2004            | Kitakyūshū                                | Tie Yana                                  | Ai Fukuhara                               | Li Jia Wei                                |
| 2005            | Neu-Delhi                                 | Guo Yan                                   | Li Xiaoxia                                | Tie Yana                                  |
| 2005            | Neu-Delhi                                 | Guo Yan                                   | Li Xiaoxia                                | Zhang Rui                                 |
| 2006            | Kōbe                                      | Wang Nan                                  | Li Jiawei                                 | Li Nan                                    |
| 2007            | Hanoi                                     | Jiang Huajun                              | Wang Yuegu                                | Kasumi Ishikawa                           |
| 2008            | Sapporo                                   | Guo Yue                                   | Feng Tianwei                              | Li Jiawei                                 |
| 2009            | Hangzhou                                  | Guo Yue                                   | Liu Shiwen                                | Ding Ning                                 |
| 2010            | Guangzhou                                 | Liu Shiwen                                | Ding Ning                                 | Feng Tianwei                              |
| 2011            | Changsha                                  | Guo Yan                                   | Jiang Huajun                              | Guo Yue                                   |
| 2012            | Guangzhou                                 | Liu Shiwen                                | Wu Yang                                   | Li Jiawei                                 |
| 2013            | Hongkong                                  | Liu Shiwen                                | Wu Yang                                   | Kasumi Ishikawa                           |
| 2014            | Wuhan                                     | Ding Ning                                 | Li Xiaoxia                                | Yu Mengyu                                 |
| 2015            | Jaipur                                    | Feng Tianwei                              | Liu Shiwen                                | Zhu Yuling                                |
| 2016            | Dubai                                     | Liu Shiwen                                | Li Xiaoxia                                | Feng Tianwei                              |
| 2017            | Ahmedabad                                 | Zhu Yuling                                | Liu Shiwen                                | Kasumi Ishikawa                           |
| 2018            | Yokohama                                  | Zhu Yuling                                | Chen Meng                                 | Kasumi Ishikawa                           |
| 2019            | Yokohama                                  | Zhu Yuling                                | Chen Meng                                 | Kasumi Ishikawa                           |
| 2020            | Turnier wegen COVID-19-Pandemie abgesagt. | Turnier wegen COVID-19-Pandemie abgesagt. | Turnier wegen COVID-19-Pandemie abgesagt. | Turnier wegen COVID-19-Pandemie abgesagt. |
| 2022            | Bangkok                                   | Wang Yidi                                 | Mima Itō                                  | Manika Batra                              |
| 2025            | Shenzhen                                  | Wang Manyu                                | Sun Yingsha                               | Kuai Man                                  |

### Herren-Mannschaft
| Jahr | Ort      | Gold                | Silber   | Bronze                  |
| ---- | -------- | ------------------- | -------- | ----------------------- |
| 1993 | Shanghai | Volksrepublik China | Südkorea | Republik China (Taiwan) |
| 1993 | Shanghai | Volksrepublik China | Südkorea | Japan                   |
| 1995 | Shanghai | Volksrepublik China | Südkorea | nicht bekannt           |
| 1997 | Shanghai | Japan               | China    | Republik China (Taiwan) |

### Damen-Mannschaft
| Jahr | Ort      | Gold                | Silber   | Bronze        |
| ---- | -------- | ------------------- | -------- | ------------- |
| 1993 | Shanghai | Volksrepublik China | Hongkong | Südkorea      |
| 1993 | Shanghai | Volksrepublik China | Hongkong | Japan         |
| 1995 | Shanghai | Volksrepublik China | Südkorea | nicht bekannt |
| 1997 | Shanghai | Volksrepublik China | Japan    | Hongkong      |

## Wissenswertes
- Der Frauen-Asien-Cup 2004 wurde auf November 2005 verschoben. Der Asien-Cup 2005 fand im Dezember desselben Jahres statt.
- Der 24. Asien-Cup fand vom 26. bis 27. März 2011 in Yokohama statt. Der japanische Tischtennisverband verschob ihn aufgrund des Erdbebens in Tōhoku.

## Medaillenspiegel
| Rang                 | Nation               | Gold | Silber | Bronze | Total |
| -------------------- | -------------------- | ---- | ------ | ------ | ----- |
| 1                    | China (CHN)          | 59   | 50     | 16     | 125   |
| 2                    | Nordkorea (PRK)      | 4    | 1      | 5      | 10    |
| 3                    | Hongkong (HKG)       | 3    | 2      | 15     | 20    |
| 4                    | Singapur (SIN)       | 2    | 4      | 10     | 16    |
| 5                    | Japan (JPN)          | 2    | 3      | 14     | 19    |
| 6                    | Südkorea(KOR)        | 0    | 9      | 9      | 18    |
| 7                    | Indien (IND)         | 0    | 1      | 1      | 2     |
| 8                    | Republik China (TPE) | 0    | 0      | 4      | 4     |
| Insgesamt (8 Länder) | Insgesamt (8 Länder) | 70   | 70     | 74     | 214   |